# パパパパパフィー
『パパパパパフィー』は、テレビ朝日系列局で放送されていたテレビ朝日制作のバラエティ番組である。制作局のテレビ朝日では1997年10月1日から2002年3月31日まで放送。番組表上でのタイトル表記は「パパパパPUFFY」で、実際のタイトルロゴは「PA PA PA PA PUFFY」だった。

## 概要
PUFFYの大貫亜美と吉村由美が司会を務めていた深夜番組で、PUFFYの冠番組である。当初は2人がゲストを迎えてもてなすという趣旨で、2人の「ユルさ」をもって自由なスタイルで行うスタジオトーク番組であったが、後期にはロケ企画が大半を占めていた。プロデューサーは『ミュージックステーション』の山本たかおが担当していた。
1996年10月28日放送分のフジテレビの音楽番組『HEY!HEY!HEY! MUSIC CHAMP』にその週のMUSIC CHAMPとして出演した際に、2人が極度の人見知りのためにあまりに喋らないことを心配したダウンタウンの松本人志が、もし将来番組を持ったらというシミュレーションを行った。その際に思いつきで発したタイトルが「パパパパPUFFY」だった。それが1年と経たずに現実化し、思いつきのタイトルがそのまま番組タイトルに使われた。1997年10月8日放送分ではタイトルを使用するにあたってダウンタウンの下へ挨拶をしに行く模様が放送され、その際に2人は『ダウンタウンのごっつええ感じ』のコーナーに出演したが、本番組でのスタジオ共演は無かった（ロケ企画への出演はあり）。
基本的にはスタジオに歌手や俳優、芸人など多様のゲストが登場してオープニングでPUFFYとともに一曲歌い、ロケのVTRを見てトークをし、ゲストを喜ばせる企画を行うという流れで行われていた。バラエティ番組にはあまり出演しないアーティストが、PUFFYの自由な言動に困惑しつつ、コントや様々な企画を行うのが見所である。また、2人が行ったVTR企画は、過酷な海外ロケ、海外有名人へのインタビューのほか、料理・スポーツ・探検（後述の「ミステリーツアー」や「クエストシリーズ」）・仕事体験など、多岐に及んでいる。

### 放送時間
『ネオバラエティ』枠で一貫して水曜日に放送されていた。後述のスペシャル回については曜日不定で、ゴールデンタイムに放送されることもあった。
- 水曜 23時25分 - 23時55分（1997年10月1日 - 2000年3月） - 『大相撲ダイジェスト』の放送期間中には放送を休止。
- 水曜 23時09分 - 23時54分（2000年4月 - 2001年9月） - 『大相撲ダイジェスト』の放送期間中には30分枠で放送。
- 水曜 23時15分 - 翌0時00分（2001年10月 - 2002年3月27日）

### スペシャル放送
- 97年総集編1時間スペシャル（1998年1月1日）
- 激レア限定盤 2時間スペシャル（1998年3月21日 19時00分 - 20時54分）
- パパパパパフィー1周年！秋の激レア限定盤 2時間スペシャル（1998年10月9日 19時00分 - 20時54分）
- 年末拡大盤 パパパパパフィーカルトクイズ1時間スペシャル（1998年12月29日 19時00分 - 20時54分）
- 由美ちゃんおめでとう秋の激レア限定盤 2時間生放送スペシャル（1999年4月11日 18時56分 - 20時56分）
- 祝2周年！激レア限定盤 90分スペシャル（1999年10月11日 20時54分 - 22時24分）
- 年末拡大盤 55分スペシャル（1999年12月29日 16時00分 - 17時15分）
- 女だらけの音楽祭！2時間半スペシャル（2000年9月30日 18時28分 - 20時54分）
- 女だらけの湯けむり忘年会 85分スペシャル（2000年12月29日 22時55分 - 24時20分）
- 女だらけの音楽祭2001・春 90分スペシャル（2001年3月22日 20時54分 - 22時24分）
- 真夏の拡大版 90分スペシャル（2001年8月22日 20時54分 - 22時24分） - この回のみレギュラー回にカウントされていた。
- さよならパパパパパフィー！超豪華保存版 97年10月から4年半…204回全部見せます！（2002年3月31日 19時00分 - 20時54分）
- 激レア！パパパパパフィー限定復刻盤（2003年12月16日 23時15分 - 24時40分）
- ドスペ2〜祝・パフィー10周年！パパパパパフィー復刻盤！（2006年6月24日 24時30分 - 25時25分）

## 出演者

### 司会
- PUFFY
  - 大貫亜美
  - 吉村由美

### 不定期出演
この番組には、当時PUFFYの2人がハマっていたが世間的には無名であった芸能人がしばしば出演していた。大泉洋やユースケ・サンタマリア、及川光博などは、この番組でキャラクターを発揮して全国的な知名度を得た。また、まだ人気の出ていなかった鉄拳やはなわなども出演した。番組後期には、ガレッジセールやはしのえみらが「居候」という設定で企画に参加したり、進行役を務めたりしていた。

#### 男性
- 大泉洋（TEAM NACS）
- 藤井隆
- ピエール瀧（電気グルーヴ）
- ガレッジセール
- 雨上がり決死隊
- ユースケ・サンタマリア
- 及川光博
- ほか

#### 女性
- 相川七瀬
- 有坂来瞳
- はしのえみ
- MAX
- 鈴木紗理奈
- ほか

### ナレーター
いずれもスタジオセット内の住人という設定で、声のみで企画説明や進行を行っていた。また、パペットがいくつか存在していた。主にマフィーがロケVTRの説明を行っていたため、他の2人が説明を省略して「マフィーちゃんよろしく」と振ったり、声真似をすることがしばしばあった。
- マフィー：宮村優子
- コスモ：草地章江
- キャプテン・キャットフィッシュ：園部啓一

## 放送リスト

### 1997年
| 1997年放送リスト | 1997年放送リスト | 1997年放送リスト | 1997年放送リスト   | 1997年放送リスト                                                   | 1997年放送リスト |
| 回数             | スタジオゲスト   | 放送日           | 登場曲             | ロケ企画（ロケゲスト）                                             |                  |
| ---------------- | ---------------- | ---------------- | ------------------ | ------------------------------------------------------------------ | ---------------- |
| 第001回          | 篠原ともえ       | 1997年10月1日    | クルクルミラクル   | 2人が過去に行ったアルバイトに挑戦                                  |                  |
| 第002回          | 華原朋美         | 1997年10月8日    | Hate tell a lie    | ダウンタウンにお礼参り（ダウンタウン、今田耕司、東野幸治ほか）     |                  |
| 第003回          | 菅野美穂         | 1997年10月15日   | これが私の生きる道 | クレヨンしんちゃんの声優に挑戦（ユースケ・サンタマリア）           |                  |
| 第004回          | 鈴木紗理奈       | 1997年10月22日   | シャレになんない   | インラインスケートチーム発足（菅野美穂）                           |                  |
| 第005回          | T.M.Revolution   | 1997年10月29日   | HIGH PRESSURE      | 大貫亜美、時代劇に挑戦                                             |                  |
| 第006回          | トータス松本     | 1997年11月5日    | ガッツだぜ!!       | ガサ入れに挑戦（ロンドンブーツ1号2号）                             |                  |
| 第007回          | 鈴木蘭々         | 1997年11月26日   | アジアの純真       | トマト嫌いを直そう（ユースケ・サンタマリア）                       |                  |
| 第008回          | 山崎まさよし     | 1997年12月3日    | セロリ             | マイク・ベルナルドとデート（松崎しげる）                           |                  |
| 第009回          | 及川光博         | 1997年12月10日   | お嫁サンバ         | ハリソン・フォードにインタビュー                                   |                  |
| 第010回          | 相川七瀬         | 1997年12月17日   | Sweet Emotion      | 祝!10回記念 ケーキ作りに挑戦（ロンドンブーツ1号2号、菅野美穂ほか） |                  |

### 1998年
| 1998年放送リスト  | 1998年放送リスト                            | 1998年放送リスト              | 1998年放送リスト         | 1998年放送リスト | 1998年放送リスト |
| 回数              | スタジオゲスト                              | 放送日                        | 登場曲                   | ロケ企画（ロケゲスト） |                  |
| ----------------- | ------------------------------------------- | ----------------------------- | ------------------------ | --- | ---------------- |
| 総集編SP          | 鈴木紗理奈 ユースケ・サンタマリア           | 1998年1月1日 1時間SP          | ネホリーナハホリーナ     | VTR総集編 |                  |
| 第011回           | TERU                                        | 1998年1月7日                  | グロリアス               | 猿島クエスト 前編（ピエール瀧、真矢ほか）                                                                                   |                  |
| 第012回           | つんく                                      | 1998年1月28日                 | 三年目の浮気             | 猿島クエスト 後編 |                  |
| 第013回           | ピエール瀧                                  | 1998年2月4日                  | Shangri-La               | 東京を修学旅行（山田花子）                                                                                                  |                  |
| 第014回           | ドロンズ                                    | 1998年2月11日                 | 愛のしるし               | ミッチーと遊ぼう（及川光博）                                                                                                |                  |
| 第015回           | スチャダラパー                              | 1998年2月25日                 | 今夜はブギー・バック     | 保母さんに挑戦 |                  |
| 第016回           | 国分太一、城島茂                            | 1998年3月4日                  | うわさのキッス           | 占い師に挑戦 |                  |
| 激レア限定盤1     | 奥田民生、華原朋美 トータス松本             | 1998年3月21日 ゴールデン2時間 | ネホリーナハホリーナ     | ソウルクエスト（宝生舞、篠原ともえ） 浮遊隊（ダウンタウン、和田アキ子、香取慎吾、中村吉右衛門、スティーヴン・タイラーほか） |                  |
| 第017回           | 森高千里                                    | 1998年3月25日                 | 私がオバさんになっても   | 亜美の故郷を訪問 in 韓国（ユースケ・サンタマリア、篠原ともえ）                                                              |                  |
| 第018回           | KEIKO マーク・パンサー                      | 1998年4月1日                  | Feel Like dance          | 大貫亜美 お見合いに挑戦 |                  |
| 第019回           | 渡辺満里奈                                  | 1998年4月8日                  | 愛のしるし               | 保母さんに挑戦 in 奄美大島（はしのえみ）                                                                                    |                  |
| 第020回           | YUKI                                        | 1998年4月15日                 | くじら12号               | JET CDを宣伝しよう in 鳥取                                                                                                  |                  |
| 第021回           | MAX                                         | 1998年4月22日                 | GET MY LOVE!             | デパートクエスト（小嶺麗奈、アジャ・コング）                                                                                |                  |
| 第022回           | 今田耕司、東野幸治                          | 1998年4月29日                 | 愛のしるし               | 究極のたこ焼きを作ろう（ピエール瀧ほか）                                                                                    |                  |
| 第023回           | 坂本昌行、森田剛 岡田准一                   | 1998年5月6日                  | WAになっておどろう       | OLに挑戦 |                  |
| 第024回           | GLAY                                        | 1998年5月27日                 | SOUL LOVE                | 香港映画に挑戦 |                  |
| 第025回           | 和田アキ子                                  | 1998年6月3日                  | あの鐘を鳴らすのはあなた | ユースケ・サンタマリアを手料理でもてなそう                                                                                  |                  |
| 第026回           | 相川七瀬                                    | 1998年6月10日                 | 彼女と私の事情           | 香港クイズ対決（鈴木紗理奈）                                                                                                |                  |
| 第027回           | 奥居香                                      | 1998年6月17日                 | 春の朝                   | 吉田正子の日常 |                  |
| 第028回           | ユースケ・サンタマリア                      | 1998年6月24日                 | 悲しき願い               | 山中湖でキャンプ 前編（八熊慎一、ピエール瀧ほか）                                                                           |                  |
| 第029回           | 加藤紀子                                    | 1998年7月1日                  | ハクション大魔王         | 山中湖でキャンプ 後編 |                  |
| 第030回           | 真心ブラザーズ                              | 1998年7月22日                 | どか〜ん                 | カラオケビデオを作ろう |                  |
| 第031回           | 篠原ともえ                                  | 1998年7月29日                 | MOTHER                   | レニークラビッツを接待 |                  |
| 第032回           | 川本真琴                                    | 1998年8月5日                  | やきそばパン             | 美少年を探そう |                  |
| 第033回           | スーパー!?テンションズ                      | 1998年8月12日                 | 所在無き夢               | 亜美VS由美 十番勝負 |                  |
| 第034回           | 藤井フミヤ                                  | 1998年8月19日                 | ハート型の涙             | PUFFYのコンサートに密着（八熊慎一）                                                                                         |                  |
| 第035回           | 山田花子                                    | 1998年8月26日                 | たららん                 | ボウリング対決（りょう、CHARA）                                                                                             |                  |
| 第036回           | 内田有紀                                    | 1998年9月2日                  | 幸せになりたい           | ゲーム対決 in 広島（ピエール瀧）                                                                                            |                  |
| 第037回           | 相川七瀬、篠原ともえ ユースケ・サンタマリア | 1998年9月9日                  | -                        | フフフフ富士山 |                  |
| 第038回           | 草彅剛                                      | 1998年9月30日                 | がんばりましょう         | 鈴木紗理奈を喜ばそう |                  |
| 第039回           | 江口洋介                                    | 1998年10月7日                 | It's Fine Today          | BISTRO PUFFY |                  |
| 秋の激レア限定盤2 | SPEED、及川光博                             | 1998年10月9日 ゴールデン2時間 | Body & Soul              | シベリアクエスト（奥山佳恵、鈴木紗理奈ほか） ビジュアル系だらけの大運動会（真矢、東海林のり子ほか）                         |                  |
| 第040回           | 忌野清志郎                                  | 1998年10月14日                | キモちE                  | 恋のお悩み相談室1（磯野貴理子）                                                                                             |                  |
| 第041回           | 久本雅美                                    | 1998年10月21日                | これが私の生きる道       | バイク便に挑戦 |                  |
| 第042回           | 雛形あきこ                                  | 1998年10月28日                | 渚にまつわるエトセトラ   | マニュアル車に挑戦 |                  |
| 第043回           | 奥菜恵                                      | 1998年11月4日                 | 翼をください             | ボウリング対決（PENICILLIN）                                                                                                |                  |
| 第044回           | hyde、ken                                   | 1998年11月25日                | HONEY                    | 仲良し農園ツアー |                  |
| 第045回           | ホフディラン                                | 1998年12月2日                 | 雨上がりの夜空に         | 沖縄ミステリーツアー（ピエール瀧）                                                                                          |                  |
| 第046回           | GISHO、O-JIRO                               | 1998年12月9日                 | ロマンス                 | カレンダー作りに挑戦（ドロンズ、鈴木紗理奈ほか）                                                                            |                  |
| 第047回           | 菅野美穂                                    | 1998年12月16日                | パフィー de ルンバ       | 亜美VS由美 フィットネス五番勝負                                                                                             |                  |
| 年末拡大盤        | ピエール瀧、ドロンズ                        | 1998年12月30日                | パフィー de ルンバ       | 番組カルトクイズ |                  |

### 1999年
| 1999年放送リスト | 1999年放送リスト                                               | 1999年放送リスト      | 1999年放送リスト              | 1999年放送リスト                                                   | 1999年放送リスト |
| 回数             | スタジオゲスト                                                 | 放送日                | 登場曲                        | ロケ企画（ロケゲスト）                                             |                  |
| ---------------- | -------------------------------------------------------------- | --------------------- | ----------------------------- | ------------------------------------------------------------------ | ---------------- |
| 第048回          | MAX                                                            | 1999年1月6日          | Ride on time                  | 横浜ミステリーツアー（鈴木紗理奈）                                 |                  |
| 第049回          | つんく                                                         | 1999年1月27日         | Timing                        | キャプテン亜美の東京湾クルージングツアー（加藤紀子）               |                  |
| 第050回          | CURIO                                                          | 1999年2月3日          | 君に触れるだけで              | 吉村由美の趣味探し（ユースケ・サンタマリア）                       |                  |
| 第051回          | モーニング娘。                                                 | 1999年2月10日         | 抱いてHOLD ON ME!             | 恋のお悩み相談室2（磯野貴理子）                                    |                  |
| 第052回          | TAKA、LEVIN                                                    | 1999年2月17日         | 未来航路                      | 由美のバースデーを祝おう                                           |                  |
| 第053回          | 竹中直人                                                       | 1999年2月24日         | 日曜日の食事                  | 夜の快楽ツアー（久本雅美）                                         |                  |
| 第054回          | 松たか子                                                       | 1999年3月3日          | サクラ・フワリ                | テレビ朝日局内横断ウルトラクイズ（久本雅美）                       |                  |
| 第055回          | Kiroro                                                         | 1999年3月10日         | 長い間                        | 魅惑のニット体験（広瀬光治）                                       |                  |
| 第056回          | 知念里奈                                                       | 1999年3月31日         | YES                           | バドミントンを極めよう（ピエール瀧）                               |                  |
| 第057回          | ココリコ                                                       | 1999年4月7日          | 愛のしるし                    | 由美ちゃん結婚 緊急生放送                                          |                  |
| 激レア限定盤3    | 藤井フミヤ、持田香織 モーニング娘。、ネプチューン 篠原ともえ   | 1999年4月11日         | 日曜日の娘                    | ビジュアル系だらけの大運動会 RETURNS（千聖、O-JIRO、東野幸治ほか） |                  |
| 第058回          | 泉谷しげる                                                     | 1999年4月14日         | 春夏秋冬                      | 由美と紗理奈の仲良しピクニック                                     |                  |
| 第059回          | ウルフルズ                                                     | 1999年4月21日         | いい女                        | お花見をしよう（ピエール瀧、加藤紀子）                             |                  |
| 第060回          | 二宮和也、渋谷すばる                                           | 1999年4月28日         | Believe Your Smile            | 大貫亜美の早朝罰ゲーム                                             |                  |
| 第061回          | TRF                                                            | 1999年5月5日          | Overnight Sensation           | 究極の柏餅を作ろう 前編（ピエール瀧、LEVIN）                       |                  |
| 第062回          | さとう珠緒                                                     | 1999年5月12日         | ハイスクールララバイ          | 究極の柏餅を作ろう 後編                                            |                  |
| 第063回          | 森高千里                                                       | 1999年5月19日         | 気分爽快                      | テレビ朝日のキャンペーンCMに出演                                   |                  |
| 第064回          | Something ELse                                                 | 1999年5月26日         | ラストチャンス                | 吉田正子のとらば〜ゆ1                                              |                  |
| 第065回          | デーモン小暮                                                   | 1999年6月2日          | 蠟人形の館                    | スペースワールドクエスト 前編（藤井隆、鈴木紗理奈）                |                  |
| 第066回          | HAKUEI                                                         | 1999年6月9日          | CRASH                         | スペースワールドクエスト 後編                                      |                  |
| 第067回          | 柴田理恵                                                       | 1999年6月16日         | 夢のために                    | ミュージックステーションの前説に挑戦                               |                  |
| 第068回          | GRAPEVINE                                                      | 1999年6月23日         | いけすかない                  | アイススケートショーに出演しよう（八木沼純子）                     |                  |
| 第069回          | 少年ナイフ                                                     | 1999年6月30日         | Banana Chips                  | ベビーシッターに挑戦 前編（鈴木紗理奈）                            |                  |
| 第070回          | Hysteric Blue                                                  | 1999年7月7日          | 春〜spring〜                  | ベビーシッターに挑戦 後編                                          |                  |
| 第071回          | 奥菜恵                                                         | 1999年7月14日         | なごり雪                      | ボウリング対決（MAX）                                              |                  |
| 第072回          | 藤井隆                                                         | 1999年7月21日         | 夏にご用心                    | はとバスのバスガイドに挑戦                                         |                  |
| 第073回          | 観月ありさ                                                     | 1999年7月28日         | TOO SHY SHY BOY!              | 恋のお悩み相談室3（磯野貴理子）                                    |                  |
| 第074回          |                                                                | 1999年8月4日          | -                             | フフフフ富士山2（PENICILLIN、GRAPEVINE、Hysteric Blue）            |                  |
| 第075回          | ゴスペラーズ                                                   | 1999年8月11日         | 靴は履いたまま                | 藤井隆のプロモーションビデオを作ろう                               |                  |
| 第076回          | SURFACE                                                        | 1999年8月19日         | なにしてんの                  | 北海道ミステリーツアー（大泉洋）                                   |                  |
| 第077回          | オセロ                                                         | 1999年8月26日         | アジアの純真                  | 吉田正子のとらば〜ゆ2                                              |                  |
| 第078回          | 濱田マリ                                                       | 1999年9月1日          | 愛し愛されて生きるのさ        | 科学実験                                                           |                  |
| 第079回          | 辺見えみり                                                     | 1999年9月8日          | これが私の生きる道            | 亜美のバースデーを祝おう                                           |                  |
| 第080回          | hitomi                                                         | 1999年9月15日         | BUSY NOW                      | 究極のメニューでおもてなし（ピエール瀧）                           |                  |
| 第081回          | 河相我聞                                                       | 1999年9月22日         | 銀河鉄道999                   | 藤井隆の男を磨く（広瀬光治）                                       |                  |
| 第082回          | La'cryma Christi                                               | 1999年9月29日         | IN FOREST                     | パン作りに挑戦                                                     |                  |
| 第083回          | -                                                              | 1999年10月6日         | -                             | 総集編                                                             |                  |
| 激レア限定盤4    | 郷ひろみ、安室奈美恵、モーニング娘。、藤井隆、山田花子、大泉洋 | 1999年10月11日 90分SP | Stray Cats Fever              | -                                                                  |                  |
| 第084回          | 加藤あい                                                       | 1999年10月13日        | 愛のしるし                    | きのこ狩り対決（千聖、O-JIRO）                                     |                  |
| 第085回          | DA PUMP                                                        | 1999年10月20日        | Rhapsody in Blue              | 東京ミステリーツアー（大泉洋）                                     |                  |
| 第086回          | 19                                                             | 1999年10月27日        | あの紙ヒコーキ くもり空わって | ボウリング対決（知念里奈、八反安未果）                             |                  |
| 第087回          | 前田亘輝                                                       | 1999年11月3日         | 渚にまつわるエトセトラ        | 渓流釣りに挑戦                                                     |                  |
| 第088回          | ポルノグラフィティ                                             | 1999年11月10日        | アポロ                        | 新キャラクター・御手洗凪子                                         |                  |
| 第089回          | センチメンタル・バス                                           | 1999年11月17日        | Sunny Day Sunday              | カートレースに挑戦1（ピエール瀧、辺見えみり、山崎邦正）            |                  |
| 第090回          | 嵐                                                             | 1999年11月24日        | A・RA・SHI                    | 岡山ミステリーツアー                                               |                  |
| 第091回          | 高橋克典                                                       | 1999年12月1日         | サーキットの娘                | 瀬戸内海クエスト 前編（カイヤ、セイン・カミュ）                    |                  |
| 第092回          | 瀬戸朝香                                                       | 1999年12月8日         | Good-by morning               | 瀬戸内海クエスト 後編                                              |                  |
| 第093回          | 武田真治                                                       | 1999年12月22日        | 夢のために                    | ドッキリ大作戦（郷ひろみ、鈴木紗理奈ほか）                         |                  |
| 年末拡大盤       | 鈴木亜美、つんく オセロ                                        | 1999年12月29日 55分SP | 雪が降る町                    | -                                                                  |                  |

### 2000年
| 2000年放送リスト | 2000年放送リスト                                       | 2000年放送リスト        | 2000年放送リスト                 | 2000年放送リスト                                                    | 2000年放送リスト |
| 回数             | スタジオゲスト                                         | 放送日                  | 登場曲                           | ロケ企画（ロケゲスト）                                              |                  |
| ---------------- | ------------------------------------------------------ | ----------------------- | -------------------------------- | ------------------------------------------------------------------- | ---------------- |
| 第094回          | -                                                      | 2000年1月5日            | -                                | ボウリング大会（センチメンタル・バス、SURFACE、大泉洋・鈴木紗理奈） |                  |
| 第095回          | 西城秀樹                                               | 2000年1月12日           | ヤングマン                       | OPのCGを実写化しよう（山崎邦正）                                    |                  |
| 第096回          | 奥田民生                                               | 2000年1月19日           | さすらい                         | ガラス細工に挑戦                                                    |                  |
| 第097回          | SEX MACHINEGUNS                                        | 2000年1月26日           | みかんのうた                     | 世田谷ミントハウス（ピエール瀧、河相我聞ほか）                      |                  |
| 第098回          | DA PUMP                                                | 2000年2月2日            | Around the World                 | ヘルシーツアー（ピエール瀧）                                        |                  |
| 第099回          | 相川七瀬                                               | 2000年2月9日            | COSMIC LOVE                      | テニス教室（松岡修造）                                              |                  |
| 第100回          | ピエール瀧                                             | 2000年2月16日           | -                                | 100回記念生放送                                                     |                  |
| 第101回          | -                                                      | 2000年2月23日           | -                                | 罰ゲーム in 北海道 前編（センチメンタル・バス、SURFACEほか）        |                  |
| 第102回          | -                                                      | 2000年3月1日            | -                                | 罰ゲーム in 北海道 後編                                             |                  |
| 第103回          | Hysteric Blue                                          | 2000年3月8日            | なぜ…                            | いい女対決1（オセロ）                                               |                  |
| 第104回          | コタニキンヤ                                           | 2000年3月15日           | ガッツだぜ!!                     | パティシエ選手権1（鈴木紗理奈、有坂来瞳）                           |                  |
| 第105回          | 千聖、O-JIRO                                           | 2000年3月22日           | ジュリアに傷心                   | 御手洗凪子の過去が（鈴木その子）                                    |                  |
| 第106回          | ポルノグラフィティ                                     | 2000年3月29日           | ヒトリノ夜                       | 山崎邦正ミステリーツアー（雨上がり決死隊ほか）                      |                  |
| 第107回          | 郷ひろみ                                               | 2000年4月5日            | GOLDFINGER '99                   | ガリバー王国クエスト 前編（MAX）                                    |                  |
| 第108回          | Something ELse                                         | 2000年4月12日           | さよならじゃない                 | ガリバー王国クエスト 後編（MAX）                                    |                  |
| 第109回          | YUKI                                                   | 2000年4月19日           | 愛のしるし                       | 吉田正子の伊東家改造計画（Dr.コパ）                                 |                  |
| 第110回          | TUBE                                                   | 2000年4月26日           | SUMMER DREAM                     | カート対決2（山崎邦正、坂下千里子ほか）                             |                  |
| 第111回          | SILVA                                                  | 2000年5月3日            | なんてったってアイドル           | お弁当作り対決（鈴木紗理奈、有坂来瞳）                              |                  |
| 第112回          | センチメンタル・バス                                   | 2000年5月10日]          | マニアック問題                   | ショートテニス対決（加藤紀子、はしのえみ）                          |                  |
| 第113回          | 加藤晴彦                                               | 2000年5月17日           | gravity                          | 恋のお悩み相談室4（磯野貴理子）                                     |                  |
| 第114回          | 上原多香子                                             | 2000年5月24日           | 海へと                           | パティシエ選手権2（大泉洋、坂下千里子）                             |                  |
| 第115回          | SEX MACHINEGUNS                                        | 2000年5月31日           | ONIGUNSOW                        | 保母さんに挑戦3 前編（はしのえみ、山崎邦正）                        |                  |
| 第116回          | 江角マキコ                                             | 2000年6月7日            | ONE WAY DRIVE                    | 保母さんに挑戦3 後編                                                |                  |
| 第117回          | 相川七瀬                                               | 2000年6月14日           | 夢見る少女じゃいられない         | パラパラビデオを作ろう（山田花子）                                  |                  |
| 第118回          | 間寛平                                                 | 2000年6月21日           | スーダラ節                       | 実写版人生ゲーム1（大泉洋、ひふみかおり）                           |                  |
| 第119回          | 内山理名                                               | 2000年6月28日           | RADIO                            | ガレッジセールミステリーツアー                                      |                  |
| 第120回          | タンポポ                                               | 2000年7月5日            | 渚にまつわるエトセトラ           | これができたらロケ終了（ピエール瀧）                                |                  |
| 第121回          | ロリータ18号                                           | 2000年7月12日           | なんてったってアイドル           | フィールドアスレチックに挑戦（DA PUMP）                             |                  |
| 第122回          | -                                                      | 2000年7月19日           | -                                | ボウリング大会（Kiroro、ポルノグラフィティほか）                    |                  |
| 第123回          | プッチモニ                                             | 2000年7月26日           | アジアの純真                     | いい女対決2（オセロ）                                               |                  |
| 第124回          | ポルノグラフィティ                                     | 2000年8月2日            | ヒトリノ夜                       | 和菓子パティシエ選手権3（はしのえみ、えなりかずき）                 |                  |
| 第125回          | Λucifer                                                | 2000年8月9日            | CARNATION RIME                   | 那須ハイランドパーククエスト 前編（MAX、大泉洋）                    |                  |
| 第126回          | 及川光博                                               | 2000年8月16日           | 抱きしめてTONIGHT                | 那須ハイランドパーククエスト 後編                                   |                  |
| 第127回          | 今井絵理子                                             | 2000年8月23日           | 冷たくしないで                   | 東京激辛ツアー（上原多香子、山崎邦正）                              |                  |
| 第128回          | dream                                                  | 2000年8月30日           | reality                          | 女だらけの雪上運動会（加藤紀子、はしのえみほか）                    |                  |
| 第129回          | Whiteberry                                             | 2000年9月6日            | 夏祭り                           | 吉田正子のお宅改造2（Dr.コパ）                                      |                  |
| 第130回          | GO!GO!7188                                             | 2000年9月13日           | ジェットにんぢん                 | 亜美vs大泉洋 1973年生まれ対決                                       |                  |
| 第131回          | 雛形あきこ                                             | 2000年9月27日           | 海へと                           | ガレッジセールをおもてなし                                          |                  |
| SP               | 相川七瀬、上原多香子 モーニング娘。、今井絵理子、SILVA | 2000年9月30日 2時間半SP | ブギウギ No.5                    | 女だらけの音楽祭                                                    |                  |
| 第132回          | Gackt                                                  | 2000年10月4日           | アジアの純真                     | 祝3周年!ゲストのお宝プレゼント（藤井隆、菅野美穂ほか）              |                  |
| 第133回          | MAX                                                    | 2000年10月11日          | サーキットの娘                   | 和のパティシエ選手権4（有坂来瞳、黒坂真美）                         |                  |
| 第134回          | 鈴木亜美                                               | 2000年10月18日          | THANK YOU 4 EVERY DAY EVERY BODY | 究極の湯葉料理を食べよう 前編（ピエール瀧、有坂来瞳）               |                  |
| 第135回          | DA PUMP                                                | 2000年10月25日          | ブギウギ No.5                    | 究極の湯葉料理を食べよう 後編                                       |                  |
| 第136回          | Hysteric Blue                                          | 2000年11月1日           | Little Trip                      | 下町ゲーム対決（ガレッジセール、なぎら健壱）                        |                  |
| 第137回          | 工藤静香                                               | 2000年11月8日           | 嵐の素顔                         | アクセス・ラブ（坂下千里子）                                        |                  |
| 第138回          | 竹中直人                                               | 2000年11月15日          | 夢のために                       | シュワちゃんに会いに行こう（オセロ）                                |                  |
| 第139回          | 花*花                                                  | 2000年11月22日          | あ〜よかった                     | 実写版人生ゲーム2（YOU、河相我聞ほか）                              |                  |
| 第140回          | F-BLOOD                                                | 2000年11月29日          | ギザギザハートの子守唄           | NET CHASER1（ドロンズ）                                             |                  |
| 第141回          | SURFACE                                                | 2000年12月6日           | ゴーイング my 上へ               | 仙台ミステリーツアー（ドロンズ）                                    |                  |
| 第142回          | 大槻真希                                               | 2000年12月13日          | これが私の生きる道               | スーパーキックベース対決（森脇健児、森口博子ほか）                  |                  |
| 第143回          | dream                                                  | 2000年12月20日          | 渚にまつわるエトセトラ           | クリスマスパティシエ選手権5（鈴木紗理奈、上原さくら）               |                  |
| 忘年会           | -                                                      | 2000年12月29日 85分SP   | -                                | 女だらけの湯けむり温泉 ゲーム対決（上原多香子、YUKI、大泉洋）       |                  |

### 2001年
| 2001年放送リスト | 2001年放送リスト                                  | 2001年放送リスト     | 2001年放送リスト               | 2001年放送リスト                                                        | 2001年放送リスト |
| 回数             | スタジオゲスト                                    | 放送日               | 登場曲                         | ロケ企画（ロケゲスト）                                                  |                  |
| ---------------- | ------------------------------------------------- | -------------------- | ------------------------------ | ----------------------------------------------------------------------- | ---------------- |
| 第144回          | -                                                 | 2001年1月10日        | -                              | 新春ボウリング大会（dream、知念里奈、上原多香子、鈴木紗理奈、山崎邦正） |                  |
| 第145回          | -                                                 | 2001年1月17日        | -                              | 沖縄ミステリーツアー（ガレッジセール、今井絵理子）                      |                  |
| 第146回          | ビビアン・スー                                    | 2001年1月24日        | 愛的證明                       | 見よう見まねでクッキング（原千晶、はしのえみ、DonDokoDon）              |                  |
| 第147回          | 加藤晴彦                                          | 2001年1月31日        | らいおんハート                 | アジアンデザートパティシエ選手権6（磯野貴理子、ビビアン・スー）         |                  |
| 第148回          | 奥菜恵                                            | 2001年2月7日         | これが私の生きる道             | DonDokoDon ミステリーツアー                                             |                  |
| 第149回          | ウルフルズ                                        | 2001年2月14日        | 明日があるさ                   | 鈴木紗理奈ランクアップ計画                                              |                  |
| 第150回          | 相川七瀬                                          | 2001年2月21日        | SEVEN SEAS                     | 実写版人生ゲーム対決3（有坂来瞳、nicoほか）                             |                  |
| 第151回          | Folder5                                           | 2001年2月28日        | アジアの純真                   | 湘南ミステリーツアー（鈴木紗理奈）                                      |                  |
| 第152回          | Gackt                                             | 2001年3月7日         | 青いイナズマ                   | NET CHASER2 in 横浜（ドロンズ）                                         |                  |
| 第153回          | MAX                                               | 2001年3月14日        | バラ色の日々                   | 有名人推薦の究極のお店に食べに行こう（ピエール瀧、セイン・カミュほか）  |                  |
| SP               | DA PUMP、dream、Folder5、chee's他                 | 2001年3月22日 90分SP | -                              | 女だらけの音楽祭                                                        |                  |
| 第154回          | 高橋克典 with 仲間由紀恵                          | 2001年3月28日        | 渚にまつわるエトセトラ         | 見よう見まねでクッキング2（坂下千里子、黒坂真美）                       |                  |
| 第155回          | SURFACE                                           | 2001年4月4日         | それじゃあバイバイ             | 雨上がり決死隊ミステリーツアー                                          |                  |
| 第156回          | 遠山景織子、宝生舞                                | 2001年4月11日        | 愛のしるし                     | 実写版人生ゲーム対決4（黒沢優、佐藤仁美、YOUほか）                      |                  |
| 第157回          | TOMATO CUBE                                       | 2001年4月18日        | ヒゲとボイン                   | 東京白金プラチナ通り対決（眞鍋かをり、山田花子）                        |                  |
| 第158回          | DA PUMP                                           | 2001年4月25日        | if...                          | 有名人推薦のお店に食べに行こう2（坂下千里子、筧利夫ほか）               |                  |
| 第159回          | 上原多香子                                        | 2001年5月2日         | あたらしい日々                 | 加藤晴彦ペットシッターに挑戦                                            |                  |
| 第160回          | EE JUMP                                           | 2001年5月9日         | これが私の生きる道             | 雨上がり決死隊と銀座ツアー                                              |                  |
| 第161回          | -                                                 | 2001年5月16日        | -                              | 台湾日帰りツアー 前編（ガレッジセール、雨上がり決死隊）                 |                  |
| 第162回          | -                                                 | 2001年5月23日        | -                              | 台湾日帰りツアー 後編                                                   |                  |
| 第163回          | -                                                 | 2001年5月30日        | -                              | さがみ湖クエスト（雨上がり決死隊、はしのえみ、有坂来瞳）                |                  |
| 第164回          | MAX                                               | 2001年6月6日         | Give me a Shake                | 見よう見まねでクッキング3（眞鍋かをり、はしのえみ）                     |                  |
| 第165回          | 0930                                              | 2001年6月13日        | 山田君                         | 超豪華スターだらけの大運動会 前編                                       |                  |
| 第166回          | CHEMISTRY                                         | 2001年6月20日        | PIECES OF A DREAM              | 超豪華スターだらけの大運動会 後編                                       |                  |
| 第167回          | 河村隆一                                          | 2001年6月27日        | I love you                     | 雨上がり決死隊と麻布十番ツアー                                          |                  |
| 第168回          | 釈由美子                                          | 2001年7月4日         | 愛のしるし                     | クイズクイーンへの道（菊川怜、海砂利水魚）                              |                  |
| 第169回          | SOPHIA                                            | 2001年7月11日        | KURU KURU                      | 1000円料理対決（眞鍋かをり、山田花子）                                  |                  |
| 第170回          | -                                                 | 2001年7月18日        | -                              | 亜美ちゃんお見舞いスペシャル（山崎邦正、はしのえみほか）                |                  |
| 第171回          | -                                                 | 2001年8月1日         | -                              | 軽井沢・別荘めぐり（坂下千里子、眞鍋かをり、オセロほか）                |                  |
| 第172回          | -                                                 | 2001年8月8日         | -                              | ボウリング大会 前編（今井絵理子、島谷ひとみほか）                       |                  |
| 第173回          | -                                                 | 2001年8月15日        | -                              | ボウリング大会 後編                                                     |                  |
| 第174回          | 藤崎奈々子、鈴木紗理奈、有坂来瞳、Folder5、大泉洋 | 2001年8月22日        | -                              | 真夏のセレクトショー in 東京ディズニーシー                              |                  |
| 第175回          | EE JUMP                                           | 2001年8月29日        | イキナリズム                   | シルベスタ・スタローンに会いに行こう（はしのえみ、さまぁ〜ずほか）      |                  |
| 第176回          | 華原朋美                                          | 2001年9月5日         | たのしく たのしく やさしくね   | 山崎邦正のトラブルツアー（黒坂真美、矢沢心）                            |                  |
| 第177回          | -                                                 | 2001年9月12日        | -                              | セレクトツアー（はしのえみ、中島知子ほか）                              |                  |
| 第178回          | -                                                 | 2001年9月19日        |                                | 箱根セレクトショーツアー（はしのえみ、藤崎奈々子ほか）                  |                  |
| 第179回          | Gackt                                             | 2001年9月26日        | ANOTHER WORLD                  | 見よう見まねでクッキング4（黒坂真美、有坂来瞳）                         |                  |
| 第180回          | 今井絵理子                                        | 2001年10月3日        | identity                       | 雨上がり決死隊と丸の内ツアー                                            |                  |
| 第181回          | 本上まなみ                                        | 2001年10月10日       | -                              | グルメオークションツアー（畑野浩子、眞鍋かをりほか）                    |                  |
| 第182回          | 松浦亜弥                                          | 2001年10月17日       | ドッキドキ!LOVEメール          | 雨上がり決死隊と大使館ラリー（有坂来瞳ほか）                            |                  |
| 第183回          | ZONE                                              | 2001年10月24日       | secret base 〜君がくれたもの〜 | 見よう見まねでクッキング5（はしのえみ、藤崎奈々子）                     |                  |
| 第184回          | ウルフルズ                                        | 2001年10月31日       | がむしゃら                     | ケリー・チャンと食事会（眞鍋かをり、有坂来瞳）                          |                  |
| 第185回          | 中村俊介                                          | 2001年11月7日        | 愛という日々                   | グルメオークションツアー（はしのえみ、雨上がり決死隊）                  |                  |
| 第186回          | -                                                 | 2001年11月14日       | -                              | ジブリクエスト 前編（MAX、大泉洋）                                      |                  |
| 第187回          | -                                                 | 2001年11月21日       | -                              | ジブリクエスト 後編                                                     |                  |
| 第188回          | Folder5                                           | 2001年11月28日       | 愛のしるし                     | 名店セレクトツアー（黒坂真美、雨上がり決死隊）                          |                  |
| 第189回          | ソニン                                            | 2001年12月5日        | WINTER〜寒い季節の物語〜       | お気に入りのチワワを探しに行こう（鈴木紗理奈）                          |                  |
| 第190回          | 0930                                              | 2001年12月12日       | いつものところへ               | グルメオークションツアー（オクイシュージほか）                          |                  |
| 第191回          | -                                                 | 2001年12月19日       | -                              | あわしまクエスト（河相我聞、大泉洋ほか）                                |                  |

### 2002年
| 2002年放送リスト | 2002年放送リスト                    | 2002年放送リスト | 2002年放送リスト | 2002年放送リスト                                                 | 2002年放送リスト |
| 回数             | スタジオゲスト                      | 放送日           | 登場曲           | ロケ企画（ロケゲスト）                                           |                  |
| ---------------- | ----------------------------------- | ---------------- | ---------------- | ---------------------------------------------------------------- | ---------------- |
| 第192回          | -(60分放送)                         | 2002年1月2日     | -                | グルメオークションスペシャル in 金沢（はしのえみ、釈由美子ほか） |                  |
| 第193回          | dream                               | 2002年1月9日     | Yourself         | 学力テスト（眞鍋かをり、有坂来瞳、磯野貴理子）                   |                  |
| 第194回          | -                                   | 2002年1月16日    | -                | グルメオークションツアー（藤崎奈々子、鈴木紗理奈ほか）           |                  |
| 第195回          | 南流石                              | 2002年1月23日    | -                | 見よう見まねでクッキング5（黒坂真美、有坂来瞳）                  |                  |
| 第196回          | SILVA                               | 2002年1月30日    | メトロのように   | テレビ朝日新社屋見学ツアー（有坂来瞳、大泉洋）                   |                  |
| 第197回          | SEX MACHINEGUNS                     | 2002年2月6日     | ハリケーン       | 中川家の1000万円を使おう                                         |                  |
| 第198回          | w-inds.                             | 2002年2月13日    | try your emotion | グルメオークションツアー（はしのえみ、松本英子ほか）             |                  |
| 第199回          | 松浦亜弥                            | 2002年2月20日    | ♡桃色片想い♡     | 金額クイズ（はしのえみ、眞鍋かをり）                             |                  |
| 第200回          | -(60分放送)                         | 2002年2月27日    | -                | 小山ゆうえんちクエスト（相田翔子、ドロンズほか）                 |                  |
| 第201回          | EE JUMP                             | 2002年3月6日     | 青春のSUNRISE    | ガービッジをもてなそう（ロリータ18号）                           |                  |
| 第202回          | -                                   | 2002年3月13日    | -                | グルメオークション in 長崎 前編（鈴木紗理奈ほか）                |                  |
| 第203回          | -                                   | 2002年3月20日    | -                | グルメオークション in 長崎 後編                                  |                  |
| 第204回          | -                                   | 2002年3月27日    | -                | 最終回直前ありがとうツアー（安室奈美恵、藤井フミヤほか）         |                  |
| 最終回           | YUKI、上原多香子 ウルフルズほか多数 | 2002年3月31日    | -                | 超豪華保存版!!さよなら…パパパパパフィー                          |                  |

### 主なロケ企画
○○クエスト、○○ミステリーツアー（○○には毎回開催地名やテーマが入る）
ゲストを交えて、亜美チームと由美チームに分かれて対決。出題された暗号を解いたりクイズに答えながらエリア内を廻って、相手チームより先にゴールに到達したチームの勝利。敗者には罰ゲームが課せられる。
ボウリング対決
数チームに分かれて対決。基本的にはスコアを争うが、途中で賞品獲得ピンや、相手の獲得した賞品を横取りできるピンが登場する等、『100万円クイズハンター』の要素も。
グルメオークションツアー
PUFFYにゲストを交えた数名が参加。グルメの名店を廻りながら、各店の料理に入札をして、料理獲得を目指す。最初に予め1万円が各自に手渡された状態で、登場した料理に対して手持ちのお金の範囲内で入札を行う。各料理には落札出来る人数が設定されており、入札金額の多かった人から順番に設定人数分だけ料理を食べられるが、料理を獲得出来た・出来なかったに関わらず、入札したお金は没収される。各店、何品登場するのかは伏せられている。
ビジュアル系だらけの大運動会
特番時の恒例企画。有名無名問わずあらゆるビジュアル系バンドのメンバーを従えて、亜美チーム対由美チームで競技を行う。

## 書籍
- パパパパPUFFY - 角川書店 (1998/06)
- パパパパPUFFY〈2〉まさかの2冊目できました - 角川書店 (1998/12)
- パパパパPUFFY〈3〉 - 角川書店 (1999/09)

## スタッフ
- 構成：そーたに、うどん熊奴（「小山薫堂」を逆さから読んだアナグラム）、町山広美、島津秀泰
- TD：小林俊明、大島秀一
- CAM：説田比登志、浅川英俊
- VE：小野真介、小山恭司
- 音声：井上哲、桂川英樹
- 照明：高橋孝男、阿部勝則（共立）
- PA：田村智宏・横張史靖（ロッコウ・プロモーション）
- ロケCAM：中島浩司（スウィッシュ・ジャパン）
- ロケ音声：後藤龍幸（スウィッシュ・ジャパン）
- 美術：石上久
- セットデザイン：市川亜矢子、出口智浩
- 美術進行：原澤太郎・遠藤ゆか（テレビ朝日クリエイト）
- 大道具：鈴木敦、小塚信人
- 小道具：白鳥恭司、塚谷将朗
- 電飾：大桃昇、松村真一
- 人形装飾：光子館
- CG：横井勝、山崎一正（テレビ朝日クリエイト）
- タイトル：宍戸淳一（リトルベア）
- ヘアメイク：坪井清人（現在フォトグラファー・フォトテキスタイルデザイナー）、板倉タクマ、村端ジン
- VTR編集：明官充・荻野朗・鼻岡規夫・吉田和佳子（VPN）
- MA：萩原佳和（VPN）
- 音効：波多野精二（CUBIC）
- TK：船木玉緒
- 制作：粟井淳、辻仁史、船引貴史、三木敬文、長嶋妙子
- アシスタントプロデューサー：ジョン河口（「河口勇治」の変名）、中貞人
- ディレクター：西村裕明、金丸貴文、本部純、木山亨、菅間和彦、中島太一
- 演出（レギュラー時代末期には監修）：伊東寛晃
- プロデューサー：山本たかお
- 制作著作：テレビ朝日